# فيني بورنس
فيني بورنس (بالإنجليزية: Vinny Burns)‏ هو منتج أسطوانات وعازف قيثارة وملحن بريطاني، ولد في 4 أبريل 1965 في أولدهام في المملكة المتحدة.

## وصلات خارجية
- الموقع الرسمي
- فيني بورنس على موقع ميوزك برينز (الإنجليزية)
- فيني بورنس على موقع أول ميوزيك (الإنجليزية)
- فيني بورنس على موقع ديسكوغز (الإنجليزية)